# Денчо Пенчев
Денчо Пенчев Денчев е български политик и стопански деец.

## Биография
Роден е на 19 ноември 1933 г. в Попово в работническо семейство. Завършва агрономство в Висшата селскостопанска академия. Участва при строежа на линията Самуил-Силистра. От 1956 г. работи в МТС-Попово като агроном. От 1958 г. е член на БКП. Същата година става главен агроном и заместник-председател на ТКЗС в Попово. Между 1962 и 1970 г. е председател на ТКЗС-то. Между 1970 и 1974 г. е председател на АПК-то. През 1974 г. е назначен за първи заместник-председател на Общинския народен съвет в Търговище. С указ № 865 от 28 април 1975 г. е обявен за герой на социалистическия труд на България. От 1977 до 1979 г. става заместник-министър на земеделието и хранителната промишленост. През 1979 г. става генерален директор на ДСО „Зърнени храни и фуражна промишленост“. Член е на бюрото на Градския комитет на БКП в Попово и на пленума на Окръжния комитет на БКП в Търговище. Бил е съветник в Градския народен съвет в Попово и в общинския народен съвет в Търговище. През 1973 г. е награден с орден „Червено знаме на труда“. Почетен гражданин на Попово от 2004 г. Умира през 2008 г.